# 但澤帝國造船廠
但泽帝国造船厂（德语：Kaiserliche Werft Danzig），是一家德国造船厂，成立于1852年，当时名为但泽王国造船厂，并在1871年德意志帝国宣布成立后更名为帝国造船厂（Kaiserliche Werft）。它与基尔帝國造船廠（Kaiserliche Werft Kiel）和威廉港帝國造船廠（Kaiserliche Werft Wilhelmshaven）并列为向德意志帝国海军提供维护、修理和建造军舰服务的三大造船厂之一。 但泽帝国造船厂于1918年在第一次世界大战结束后关闭，但当但泽造船厂于1919年在其旧址上成立时很快就开放了。

## 历史
但泽造船厂的历史始于 1844 年，当时位于但泽的死维斯瓦河两岸的一些地区成为普鲁士皇家政府的财产。它被命名为Marinedepot (1849-54)，最初仅用作当时为数不多的普鲁士军舰的仓库和停泊处。 1853 年底，它更名为但泽王国造船厂（Königliche Werft Danzig，1854 – 1871)，随后随着 1871年德意志帝国的成立，更名为但泽帝国造船厂（Kaiserliche Werft Danzig，1871 – 1918)。
1848年普鲁士开始扩充海军，自主研发和建造军舰获得了更高的优先级，这就需要更大规模的造船厂。1850年购买了额外的新场地，随后进行了进一步的建设，并在1870年代后期再次对设施进行了大规模扩建。
然而KWD的缺点是河道狭窄（Weichsel），以及但泽市的一些限制。当然，这也限制了建造的数量和尺寸。在1898年至1904年期间，KWD的交付吨位只有基尔帝国造船厂（Kaiserliche Werft Kiel）的60%，只有威廉港帝国造船厂（Kaiserliche Werft Wilhelmshaven）的40%。1909年，随着 "埃姆登 "号轻巡洋舰的投入使用，大型军舰的建造也随之结束。在那之后，KWD的活动集中在辅助舰艇的建造上，后来又集中在潜艇/U艇以及军舰的维护和修理上。
从1908年开始，船厂的部分区域被扩大，更多的建筑在这些地方崛起，用于建造U型潜艇。KWD是三个帝国造船厂中唯一为德国海军建造U型潜艇的造船厂。从1906-1908年的U-2开始，总共建造了62艘，但在1914年到1918年之间只有44艘，这大约是德国潜艇总产量的12%，与当时的德国私人造船厂相比，数量很少。
随着第一次世界大战的结束，该船厂被关闭，但不久后又以不同的名称和不同的所有者重新开业。与前Schichau-Werft Danzig合并后，今天它属于波兰，被命名为Stocznia Gdańsk Spółka Akcyjna，在德国但澤造船公司（Werft Danzig AG，自1990年起）。

### 但泽帝国造船厂建造的舰船
- 1871, Gun boat
- 1872, Corvette
- 1875, Armoured corvette
- 1877, Corvette
- 1896, Armoured ship , first Odincoastal defense ship, total two units
- 1890, Unprotected cruiser , first of six equal type ships
- 1899, Protected cruisers  und
- 1906, Light cruiser
- 1908, Light cruiser
- 1908 – 1918, total 46 U-boats of different types completed, additional 27 planned but not completed
  - Type U-2: “SM”号U-2
  - Type U-3: “SM”号U-3, “SM”号U-4
  - Type U-9: , “SM”号U-10, “SM”号U-11, “SM”号U-12
  - Type U-13: , “SM”号U-14, “SM”号U-15
  - Type U-17: “SM”号U-17, “SM”号U-18
  - Type U-19: “SM”号U-19, “SM”号U-20, “SM”号U-21, “SM”号U-22
  - Type U 27:	“SM”号U-27, “SM”号U-28, “SM”号U-29, “SM”号U-30
  - Type U 43:	“SM”号U-43, , , , “SM”号U-47, , , 
  - Type UE 1:	, 
  - Type U 87:	, , , , , 
  - Type U-127:	, , , 
  - Type UC II:	,	,  	, 	, 	,	
  - Type UC III: UC 80 - UC 86, UC 139- UC 152  (never completed)
  - Type Mittel U: U 213-218 (never completed)

### 飞机
- Kaiserliche Werft Danzig 404
- Kaiserliche Werft Danzig 467
- Kaiserliche Werft Danzig 1105
- Kaiserliche Werft Danzig 1650